# Kaneko

Logomarca

Kaneko Seisakusho (金子製作所), também conhecida como Kaneko Co. Ltd. (カネコ株式会社), foi uma empresa japonesa de videogames fundada Tóquio por Hiroshi Kaneko.